# Porecatu Airport
Porecatu Airport är en flygplats i Brasilien.   Den ligger i kommunen Porecatu och delstaten Paraná, i den södra delen av landet, 900 km söder om huvudstaden Brasília. Porecatu Airport ligger 461 meter över havet. Den ligger vid sjön Reservatório Capivara.
Terrängen runt Porecatu Airport är huvudsakligen platt, men söderut är den kuperad. Porecatu Airport ligger uppe på en höjd. Närmaste större samhälle är Porecatu, 3,1 km nordväst om Porecatu Airport. 
Trakten runt Porecatu Airport består till största delen av jordbruksmark. Runt Porecatu Airport är det ganska glesbefolkat, med 50 invånare per kvadratkilometer.